# فرودگاه توریت
فرودگاه توریت (به انگلیسی: Torit Airport) یک فرودگاه همگانی، غیرنظامی است که یک باند فرود ناهموار دارد. این فرودگاه در کشور سودان جنوبی قرار دارد و در ارتفاع ۶۱۵ متری از سطح دریا واقع شده است.